# German Team Championship
Die German Team Championship, auch GTC genannt, ist eine deutsche Langstreckenserie im Kartsport. Die Serie ist in 2 Divisionen geteilt und wird mit Viertaktmotoren ausgefahren. Seit 1998 wird die Serie vom ehemaligen Le-Mans- und DTM-Fahrer Frank Jelinski organisiert.

## Voraussetzungen
Die Fahrer müssen Inhaber des ADAC-Clubsportausweises oder der DMV-Mitgliedschaft sein. Gestartet werden darf mit der nationalen oder internationaler Kart-Lizenz oder auch mit einer Veranstaltungslizenz.
Die Teams müssen aus mindestens zwei Fahrern bestehen, das Mindestalter beträgt 13 Jahre. Stündliche Fahrerwechsel sind vorgeschrieben, die maximale Fahrzeit pro Fahrer beträgt 65 Minuten.

## Klassifizierung

### Technisches Reglement
Grundsätzlich kann jedes auf Langstreckentauglichkeit umgerüstete Chassis verwendet werden. Mit Stand 2025 sind in der GTC angepasste Chassis der Marken OTK, Mach1, GP-Kart, DR Racing Kart, Parolin, TB-Kart und MS am Start. Gefahren wir mit einheitlichen Honda GX390 Motoren, die von einem vorgeschriebenen Tuner für die GTC umgebaut und verplombt werden und den Teams zugelost werden. Maximal zwei verschiedene Motoren dürfen pro Saison eingesetzt werden. Alle Motoren werden beim Kauf an die Teams zugelost. Gefahren wird mit Einheitsreifen von BEBA Tires. Bei der Fahrerbekleidung sind alle Helme gem. DMSB Handbuch und abgenommene Overalls mit Prüfzeichen zugelassen.
Von 2006 bis 2011 wurde die Serie in 2 Divisionen ausgefahren :  

### DivisionI
In der Division I waren Karts zugelassen, die mit einheitlichen, sogenannten Kistenmotoren ausgestattet sind. Die Motoren werden am Anfang des Jahres den Teams zugelost und sind verplombt. Servicearbeiten werden nur von dem GTC-Service erledigt. Jedes Kart wird von zwei Motoren angetrieben, die zwei Honda GX 200 Motoren sind hinten links und rechts montiert. Beide Motoren haben zusammen eine Leistung von 13 PS.

### DivisionII
Die Division II war reserviert für einmotorige Karts mit verplombten Honda GX 390 Motoren.

## Wertung
Die Serie wird für die ADAC Trophy gewertet. Zusätzlich gibt es Wertungen für Fahrer, Junior Trophy und Senior Masters, außerdem für Newcomer und Gentlemen Teams.
Die Trophy Wertung ist eine zusätzlich ausgeschriebene klassenübergreifende Wertung, in der alle bisherigen GTC-Meister und Teams mit mehr als 3 Klassensiege nicht zugelassen sind.
Zusätzlich können Punktewertungen für einzelne Abschnitte ausgeschrieben werden, um Disqualifikationen durch technische Defekte zu reduzieren.

## Strecken
Die German Team Championship trat seit 2003 auf folgenden Strecken an: 
| Nr.      | Strecke     | Summe    | 2025     | 24       | 23       | 22       | 21       | 20       | 19       | 18       | 17       | 16       | 15       | 14       | 13       | 12       | 11       | 10       | 09       | 08       | 07       | 06       | 05       | 04       | 03       |
| -------- | ----------- | -------- | -------- | -------- | -------- | -------- | -------- | -------- | -------- | -------- | -------- | -------- | -------- | -------- | -------- | -------- | -------- | -------- | -------- | -------- | -------- | -------- | -------- | -------- | -------- |
| 1        | Wittgenborn | 20       | 1        | 1        | 1        | 1        | 1        | 1        | 1        | 1        | 1        | 1        | 1        | 1        | 1        | 1        | -        | 1        | 1        | -        | 1        | 1        | 1        | 1        | -        |
| 2        | Wackersdorf | 19       | 1        | 1        | 1        | 1        | -        | -        | 1        | 1        | 1        | 1        | 1        | 1        | 1        | 1        | -        | 1        | 1        | 1        | 1        | 1        | 1        | 1        | -        |
| 3        | Hahn        | 15       | -        | -        | -        | -        | -        | -        | -        | -        | 1        | 1        | 1        | 1        | 1        | 1        | 1        | 1        | 1        | 1        | 1        | 1        | 1        | 1        | 1        |
| 4        | Oppenrod    | 13       | 1        | 1        | -        | -        | -        | 1        | 1        | 1        | 1        | 1        | 1        | 1        | 1        | -        | -        | -        | -        | -        | -        | 1        | 1        | 1        | -        |
| 5        | Templin     | 11       | -        | -        | -        | 1        | -        | -        | 1        | 1        | 1        | -        | 1        | 1        | 1        | -        | 1        | -        | 1        | -        | 1        | -        | 1        | -        | -        |
| Beispiel | Beispiel    | Beispiel | Beispiel | Beispiel | Beispiel | Beispiel | Beispiel | Beispiel | Beispiel | Beispiel | Beispiel | Beispiel | Beispiel | Beispiel | Beispiel | Beispiel | Beispiel | Beispiel | Beispiel | Beispiel | Beispiel | Beispiel | Beispiel | Beispiel | Beispiel |
| Beispiel | Beispiel    | Beispiel | Beispiel | Beispiel | Beispiel | Beispiel | Beispiel | Beispiel | Beispiel | Beispiel | Beispiel | Beispiel | Beispiel | Beispiel | Beispiel | Beispiel | Beispiel | Beispiel | Beispiel | Beispiel | Beispiel | Beispiel | Beispiel | Beispiel | Beispiel |
| Beispiel | Beispiel    | Beispiel | Beispiel | Beispiel | Beispiel | Beispiel | Beispiel | Beispiel | Beispiel | Beispiel | Beispiel | Beispiel | Beispiel | Beispiel | Beispiel | Beispiel | Beispiel | Beispiel | Beispiel | Beispiel | Beispiel | Beispiel | Beispiel | Beispiel | Beispiel |
| Beispiel | Beispiel    | Beispiel | Beispiel | Beispiel | Beispiel | Beispiel | Beispiel | Beispiel | Beispiel | Beispiel | Beispiel | Beispiel | Beispiel | Beispiel | Beispiel | Beispiel | Beispiel | Beispiel | Beispiel | Beispiel | Beispiel | Beispiel | Beispiel | Beispiel | Beispiel |
| Beispiel | Beispiel    | Beispiel | Beispiel | Beispiel | Beispiel | Beispiel | Beispiel | Beispiel | Beispiel | Beispiel | Beispiel | Beispiel | Beispiel | Beispiel | Beispiel | Beispiel | Beispiel | Beispiel | Beispiel | Beispiel | Beispiel | Beispiel | Beispiel | Beispiel | Beispiel |
| Beispiel | Beispiel    | Beispiel | Beispiel | Beispiel | Beispiel | Beispiel | Beispiel | Beispiel | Beispiel | Beispiel | Beispiel | Beispiel | Beispiel | Beispiel | Beispiel | Beispiel | Beispiel | Beispiel | Beispiel | Beispiel | Beispiel | Beispiel | Beispiel | Beispiel | Beispiel |
| Beispiel | Beispiel    | Beispiel | Beispiel | Beispiel | Beispiel | Beispiel | Beispiel | Beispiel | Beispiel | Beispiel | Beispiel | Beispiel | Beispiel | Beispiel | Beispiel | Beispiel | Beispiel | Beispiel | Beispiel | Beispiel | Beispiel | Beispiel | Beispiel | Beispiel | Beispiel |
| Beispiel | Beispiel    | Beispiel | Beispiel | Beispiel | Beispiel | Beispiel | Beispiel | Beispiel | Beispiel | Beispiel | Beispiel | Beispiel | Beispiel | Beispiel | Beispiel | Beispiel | Beispiel | Beispiel | Beispiel | Beispiel | Beispiel | Beispiel | Beispiel | Beispiel | Beispiel |
| Beispiel | Beispiel    | Beispiel | Beispiel | Beispiel | Beispiel | Beispiel | Beispiel | Beispiel | Beispiel | Beispiel | Beispiel | Beispiel | Beispiel | Beispiel | Beispiel | Beispiel | Beispiel | Beispiel | Beispiel | Beispiel | Beispiel | Beispiel | Beispiel | Beispiel | Beispiel |
| Beispiel | Beispiel    | Beispiel | Beispiel | Beispiel | Beispiel | Beispiel | Beispiel | Beispiel | Beispiel | Beispiel | Beispiel | Beispiel | Beispiel | Beispiel | Beispiel | Beispiel | Beispiel | Beispiel | Beispiel | Beispiel | Beispiel | Beispiel | Beispiel | Beispiel | Beispiel |
| Beispiel | Beispiel    | Beispiel | Beispiel | Beispiel | Beispiel | Beispiel | Beispiel | Beispiel | Beispiel | Beispiel | Beispiel | Beispiel | Beispiel | Beispiel | Beispiel | Beispiel | Beispiel | Beispiel | Beispiel | Beispiel | Beispiel | Beispiel | Beispiel | Beispiel | Beispiel |
| Beispiel | Beispiel    | Beispiel | Beispiel | Beispiel | Beispiel | Beispiel | Beispiel | Beispiel | Beispiel | Beispiel | Beispiel | Beispiel | Beispiel | Beispiel | Beispiel | Beispiel | Beispiel | Beispiel | Beispiel | Beispiel | Beispiel | Beispiel | Beispiel | Beispiel | Beispiel |